# غوردون كوكي
غوردون كوكي (24 يوليو 1975 - ) (بالإنجليزية: Gordon Cooke)‏ هو لاعب كريكت بريطاني. شارك في دورة ألعاب الكومنولث 1998. وشارك مع منتخب أيرلندا للكريكت.